# VIS1
VIS1（英語：的缩写，也称为HIS-1）是一个长链非编码RNA基因，在脊椎动物中普遍存在，仅在上皮組織中表达，和白血病等癌症的预后有关。